# Spalthammer

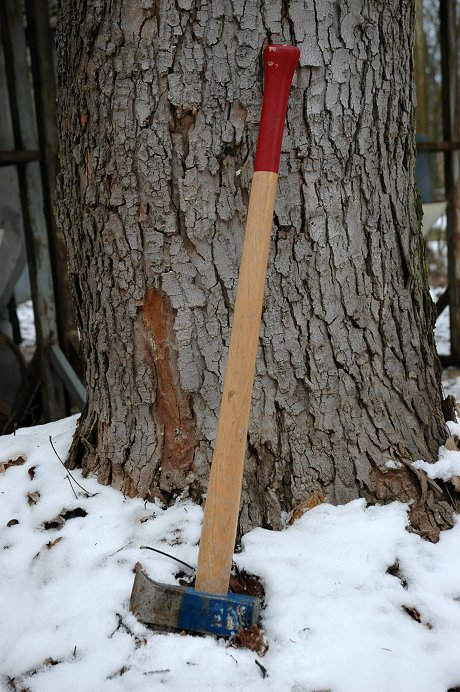
Spalthammer

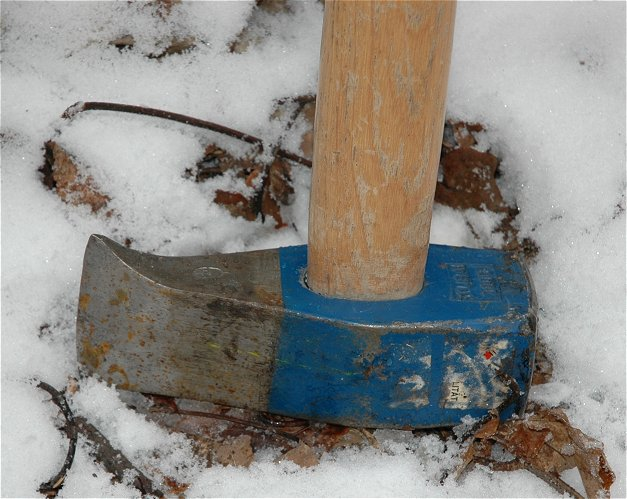
Kopf des Spalthammers

Ein Spalthammer ist eine abgewandelte, besonders schwere Spaltaxt (siehe auch Axt) zum Bearbeiten von Holz.  Die Rückseite ist zu einem Hammer ausgebildet, mit dem Spaltkeile eingeschlagen werden können. Der Kopf ist symmetrisch zu seiner Längsachse aufgebaut.

## Beschaffenheit
Die Werkzeugschneiden von Spaltaxt und Spalthammer haben einen stumpferen Winkel von 30°, somit treiben sie beim Spalten das Holz schneller auseinander. Überdies können sie deshalb leichter aus dem Holz entfernt werden, wenn sie steckenbleiben. Die Masse eines Spalthammers beträgt meistens über 3 kg, eine Spaltaxt wiegt dagegen nur bis etwa 3 kg. Der Stiel besteht aus Esche, Hickory oder GFK-Werkstoffen. Er ist beim Spalthammer etwa 90 bis 100 cm lang, während Spaltäxte je nach Masse nur etwa 50 bis 80 cm lang sind. Die Stiele bzw. Schäfte sind leicht oval und geradläufig geformt, damit Klinge und Bahn (Schlagplatte) des Kopfes gleich gut geführt werden können. Die Öffnung für den Stiel im Kopf (das Öhr) ist beim Spalthammer mittig zwischen dem Hammer- und dem Spaltteil des Werkzeugs angeordnet. Die Spaltaxt ist dagegen eher unsymmetrisch gestielt wie eine gewöhnliche Axt. Bei einigen Modellen ist im Bereich des Kopfes zur Schneide hin ein Stielschutz aus Kunststoff, Leder oder Metall angebracht, um eine Beschädigung des Stieles durch das Spaltgut zu verhindern.

## Anwendung
Der Spalthammer dient primär zum Spalten von Holz. Beim Schlagen (Fällen) von Brennholz werden dickere Stämme so lange in Faserrichtung gespalten, bis die Einmeterstücke von einer Person getragen werden können. Dies geschieht entweder direkt mit der Klinge des Spalthammers, oder aber es werden Keile mit dem Spalthammer eingetrieben, bis deren Flankenkräfte das Holz spalten. Möglich ist es auch, den Spalthammer als Keil zu nutzen und mit einem Vorschlaghammer weiter einzutreiben, bis das Holzstück sich spaltet. Sowohl dabei als auch bei Keilen muss einer der Schlagpartner geschützt sein, um gefährliche Materialabplatzungen zu verhindern.
Der Spalthammer hat die Hauptfunktionen Spalten und Schlagen (in der Regel Spaltkeile), viele Ausführungen sind aber zusätzlich noch mit einer Wendenase, einer stielseitigen Verlängerung der Klinge, ausgestattet. Sie dient zum Heranziehen und Umdrehen von Holzstücken beim Spalten, ohne sich dazu bücken zu müssen.

## Sonstige Verwendung
Seit einiger Zeit hat darüber hinaus auch die Feuerwehr den Spalthammer für ihre Einsatzzwecke entdeckt, da er im Vergleich zur Holzaxt oder Feuerwehraxt auch als Hammer eingesetzt werden kann und durch das höhere Kopfgewicht einen höheren Schlagimpuls (Wucht) erzielt.
Steinrichter verwendeten Spalthammer zur Vorbearbeitung bei der Herstellung von Natursteinpflaster.

## Sicherheit
Hinsichtlich der Beschaffenheit gilt die Norm DIN 5129-B von 2014, die die verschiedenen Auslegungskriterien festlegt, damit eine dauerhafte, sichere Verwendung gewährleistet werden kann. Zum Beispiel muss die geforderte Stielabzugskraft von 20 kN eingehalten werden, damit der Hammerkopf sich beim Arbeiten nicht vom Stiel lösen kann. Die Härte der Hammerbahn darf nicht über 42 HRC (Härteprüfung nach Rockwell Typ C) liegen, weil es sonst zu Materialabplatzungen kommen kann, wenn auf diese Hammerbahn mit einem gehärteten Vorschlaghammer geschlagen wird; eine übliche Methode, wenn der Spalthammer als Spaltkeil genutzt wird und festhängt im Holz. Die Härte der Schneide darf nicht unter 42 HRC liegen. Eine zu weiche Schneide hat keine gute Dauerhaltbarkeit bzw. sie bleibt nicht scharf und provoziert indirekt größere Kräfte bei der Arbeit, was wiederum gefährlicher ist für den Arbeiter. Seit 2009 muss der Spalthammer auch verschiedene Warnhinweise tragen, die den richtigen Einsatz sowie minimale Schutzkleidung zeigen. Diese sollten entweder dauerhaft am Hammer selbst oder am Stiel vorhanden sein.